# Hannemanneia
Hannemanneia é um gênero de mariposa pertencente à família Crambidae.